# Stephanopis quinquetuberculata
Stephanopis quinquetuberculata es una especie de araña del género Stephanopis, familia Thomisidae.

## Distribución
Se distribuye por América del Sur: Colombia, Brasil y Guayana Francesa.

## Taxonomía
Fue descrita por Taczanowski en 1872.
Tratamiento taxonómico
La especie aparece registrada y publicada en Taczanowski 1872: 100.